# Ōuchi Yoshitaka
Ōuchi Yoshitaka (大内 義隆?; 18 dicembre 1507 – Nagato, 30 settembre 1551) fu daimyō di Suo, appartenente al clan Ōuchi.

## Biografia
Figlio di Ōuchi Yoshioki, nel 1522 partecipò con il padre alla guerra contro il clan Amago per il controllo della provincia di Aki, succedette al padre (morto nel 1528) come capo del clan Ōuchi.
Negli anni '30 guidò un'azione militare nel nord di Kyūshū e, sconfiggendo il clan Shoni, acquisì il controllo dell'area. Nel 1540 riprese la lotta contro gli Amago per il controllo della provincia di Aki.
L'invasione della provinicia di Izumo si concluse disastrosamente con la morte del figlio adottivo di Yoshitaka, Ōuchi Harumochi, e di molti dei soldati inviati contro Amago Haruhisa. Dopo la sconfitta smise di coltivare l'ambizione di espandere i suoi domini e si dedicò alle arti e alla cultura.
I suoi seguaci s divisero in due fazione: una guidata da Sagara Taketō, che auspicava al mantenimento della pace e al consolidamento del potere nelle terre conquistate, e una che faceva capo a Sue Harukata, che propugnava la ripresa della guerra di espansione: Ōuchi Yoshioki scelse come consiglieri i primi, causando la ribellione di Sue Harukata che cercò di prendere il controllo del clan.
Avendo il controllo delle truppe, Sue ebbe facilmente la meglio su Yoshioki e lo costrinse a commettere seppuku.